# 聖馬丁足球協會
聖馬丁足球協會是專門管轄聖馬丁足球事務的組織。聖馬丁足球協會成立於1960年，至今，該組織還不是國際足協的成員，但它於2013年先後加入中北美洲及加勒比海足球協會和加勒比海足球聯盟的成員之一。